# Sergey Semak
Sergey Bogdanovich Semak - em russo, Сергей Богданович Семак (Sychanskoye, 27 de fevereiro de 1976) - é um ex-futebolista ucraniano naturalizado russo. Atualmente é o auxiliar técnico do clube onde se aposentou, o FC Zenit.
Seu nome original, em ucraniano, é Serhiy Bohdanovych Semak (Сергій Богданович Семак). Seus irmãos (Andrey, o mais velho, e Nikolay, o mais novo) também são jogadores de futebol. Sua cidade natal faz parte do oblast de Lugansk, que anos depois integraria área ucraniana separatista e pró-Rússia.

## Carreira em clubes
Semak iniciou a carreira em 1992, logo após a desintegração da União Soviética. Ele já vivia na Rússia, com a família permanecendo em sua Ucrânia natal. Após começar em clubes pequenos (Presnya, Karelia Petrozavodsk e Asmaral) chegou em 1994 ao CSKA Moscou, onde jogaria nos dez anos seguintes, participando da conquista do primeiro campeonato russo do antigo clube do Exército Vermelho, em 2003.
Em janeiro de 2005, foi jogar no Paris Saint-Germain. Não se firmou no clube da capital francesa, voltando à Rússia para a temporada 2006/07, agora como jogador do emergente Moscou. Participou da boa campanha na temporada de 2007 da Liga Russa, quando o clube chegou a um quarto lugar. O ano de 2008 prometia, com a chegada do lendário Oleh Blokhin como técnico, o que pode ter feito muitos acharem que Semak errou ao, posteriormente, aceitar oferta do Rubin Kazan.
A decisão acabou mostrando-se acertada: ele e outros veteranos, como o ucraniano Serhiy Rebrov e o sérvio Savo Milošević, fizeram história no clube tártaro, que conquistou o campeonato russo, seu primeiro título, no ano de seu 50º aniversário. Como capitão, Semak ergueu a taça, assegurada com três rodadas de antecedência. O Moscou terminaria apenas em nono e demitiria o treinador Blokhin. A saída de Semak teria sido uma das razões para a queda de rendimento do seu ex-clube.
Na primeira participação do Rubin na Liga dos Campeões da UEFA, na temporada europeia de 2009/10, o clube faz campanha surpreendente, com amplo destaque para os resultados positivos com o recém-campeão Barcelona: empate dentro de casa antecedida de uma histórica vitória em pleno Camp Nou. Semak, com isso decide batizar sua segunda filha (já era pai de Maya e de dois garotos, Semyon e Ivan) com o nome do clube espanhol.
Em 2009, foi bicampeão russo com o Rubin, atraindo os cofres do Zenit, clube turbinado pelos altos investimentos da patrocinadora Gazprom. Semak foi para São Petersburgo juntamente com o colega Aleksandr Bukharov, e ambos emendaram individualmente o terceiro título russo, desta vez na equipe azul, onde atuou em 49 jogos e marcou dez gols.
Após saber que seu contrato não seria renovado, Semak confirmou sua aposentadoria como jogador, passando a ser auxiliar-técnico de Luciano Spalletti no Zenit.

## Seleção Russa
Entre 1997 e 2010, Semak disputou 65 jogos e marcou quatro gols pela Rússia, que corriqueiramente vinha usando jogadores ucranianos - Andriy Kančelskis, Viktor Onopko, Ihor Dobrovols'kyi, Illya Tsymbalar, Vladyslav Ternavs'kyi, Yuriy Nikiforov e Oleh Salenko foram alguns deles.
Após ter disputado a Copa do Mundo de 2002, Semak encontrava-se afastado da Seleção, sendo chamado de volta nas pré-convocações para a Eurocopa 2008 devido a suas boas atuações pelo Rubin Kazan, surpreendentemente já líder, então provisório, da Liga Premier Russa.
Aos 32 anos, o meia foi confirmado entre os 23 jogadores que Guus Hiddink escolheu para a Euro. O técnico holandês também entregou a Semak a braçadeira de capitão do selecionado russo, e Semak utilizou-a pela primeira vez no amistoso preparatório contra o Cazaquistão. Ele, o meia Igor Semshov e o atacante Dmitriy Sychov foram os únicos remanescentes na Euro da equipe que disputara o mundial da Coreia e do Japão.
A boa campanha na Euro credenciou os russos como favoritos a uma das vagas na Copa do Mundo de 2010, ainda mais após terem sido sorteados para enfrentar a Eslovênia, a seleção menos badalada que chegou às repescagens europeias. Contudo, a Rússia acabou eliminada no critério dos gols marcados fora de casa (vitória por 2 a 1 em Moscou, derrota por 1 a 0 em Maribor).
Semak vestiria a camisa da Rússia pela última vez em 3 de março de 2010, em jogo contra a Hungria, que terminaria empatado em 1 a 1.

## Títulos

### Jogador
CSKA Moscow
- Campeonato Russo: 2003
- Copa da Rússia: 2001–02
- Supercopa da Rússia: 2004

Paris Saint-Germain
- Copa da França: 2005–06

Rubin Kazan
- Campeonato Russo: 2008, 2009
- Supercopa da Rússia: 2010

Zenit
- Campeonato Russo: 2010, 2011–12
- Supercopa da Rússia: 2011

### Treinador
Zenit
- Campeonato Russo: 2018–19, 2019–20, 2020–21, 2021–22
- Copa da Rússia: 2019–20
- Supercopa da Rússia: 2020, 2021, 2022, 2023